# John Pinone
John Gabriel Pinone Jr (ur. 19 lutego 1961 w Hartford) – amerykański koszykarz, występujący na pozycji silnego skrzydłowego.

## Osiągnięcia
Na podstawie, o ile nie zaznaczono inaczej.
NCAA
- Uczestnik rozgrywek:
  - Elite 8 turnieju NCAA (1982, 1983)
  - II rundy turnieju NCAA (1980–1983)
- Mistrz:
  - turnieju konferencji Big East (1980)
  - sezonu regularnego Big East (1980, 1982, 1983)
- Laureat nagrody Robert V. Geasey Trophy (1981–1983)[5]
- Najlepszy pierwszoroczny zawodnik Atlantic 10 (1980)[6]
- Zaliczony do:
  - I składu Big East (1981–1983)
  - III składu All-American (1983 przez UPI, AP)

Drużynowe
- Zdobywca pucharu:
  - Hiszpanii (1992)
  - Księcia Asturii (1986)
- Finalista Pucharu Hiszpanii (1991)
- Uczestnik międzynarodowych rozgrywek:
  - Klubowego Pucharu Europy (1991/1992 – 4. miejsce, 1992/1993)
  - Pucharu Koracia (1986–1989, 1990/1991, 1993/1994)

Indywidualne
- MVP Pucharu Hiszpanii (1992)
- Uczestnik meczu gwiazd ligi:
  - hiszpańskiej (1989, 1991)
  - CBA (1984)
- Lider ligi hiszpańskiej w:
  - liczbie celnych rzutów wolnych (128 – 1986)
  - średniej rozegranych minut (39,5 – 1985, 39,5 – 1987)

Reprezentacja
- Mistrz uniwersjady (1981)[7]
- Wicemistrz świata (1982)[8][9]